# Рязанка (приток Сосновки)
Рязанка — река в России, протекает по территории Чёлмужского сельского поселения Медвежьегорского района Медвежьегорского района Республики Карелии. Длина реки — 13 км.
Река берёт начало из болота Старозаводского на высоте выше 147,5 м над уровнем моря.
Течёт преимущественно в северном направлении по заболоченной местности.
Река в общей сложности имеет пять притоков суммарной длиной 11 км.
Втекает в реку Сосновку, которая, в свою очередь, впадает в реку Выг.
Населённые пункты на реке отсутствуют.
Код объекта в государственном водном реестре — 02020001212202000005384.